# Ejido Juárez
Ejido Juárez är en ort i Mexiko.   Den ligger i kommunen Moctezuma och delstaten San Luis Potosí, i den centrala delen av landet, 400 km nordväst om huvudstaden Mexico City. Ejido Juárez ligger 1 916 meter över havet och antalet invånare är 339.
Terrängen runt Ejido Juárez är platt åt sydost, men åt nordväst är den kuperad. Runt Ejido Juárez är det glesbefolkat, med 15 invånare per kvadratkilometer. Ejido Juárez är det största samhället i trakten. Omgivningarna runt Ejido Juárez är i huvudsak ett öppet busklandskap.